# محمد علي الأوردبادي
محمد علي بن أبو القاسم بن محمد تقي بن محمد قاسم الاوردبادي التبريزي النجفي (1894 - 1960). هو عالم دين أصولي شيعي وباحث وأديب ومؤرخ عدة كتب.

## حياته
ولد في مدينة تبريز في ايران في شهر رجب عام (1312 هـ - 1894) وهاجر مع والده إلى النجف ونشأ فيها.

## والده
الميرزا أبو القاسم الاوردبادي ولد في مدينه تبريز في إيران عام (1274 هـ/1894م)، وبدأ تحصيل العلوم الدينية عام (1291 هـ) وبعد تكميل السطوح في الفقه هاجر إلى النجف في عام (1298 هـ)، وحضر البحث الخارج في الفقه عند محمد حسين الكاظمي والمحقق الايرواني ومحمد حسن المامقاني، وفي بحث الأصول عند الملا علي النهاوندي وحسين قلي الهمداني والفاضل الشربياني وصدق اجتهاده زين العابدين المازندراني ولطف الله المازندراني.
رجع إلى تبريز عام (1308 هـ) وسكن فيها سبع سنين، بعدها عاد إلى النجف مرة أخرى حتى توفي فيها عام (1333 هـ).

## أساتذته
- والده الميرزا أبو القاسم الاوردبادي.
- فتح الله الاصفهاني المعروف بشيخ الشريعة.
- الميرزا علي الشيرازي
- محمد حسين التنكابني
- محمد جواد البلاغي

## مؤلفاته
- الأنوار الساطعة في تسمية حجة الله القاطعة
- سبع الدجيل
- موسوعة العلامة الأوردبادي - 25 جزء[3]